# Jason Polakow
Jason Polakow, né en 1971, est un windsurfer professionnel australien. Il est célèbre pour sa pratique dans les très grandes vagues et avoir été le premier windsurfer à rider les grandes vagues de Nazaré (Portugal). Polakow est le premier compétiteur non-hawaïen a remporter une épreuve de vagues à Hawaï. Il a également remporté le titre mondial de la discipline de vagues en 1997 et 1998.